# Mistrovství světa v ledním hokeji do 18 let 2022 (Divize I)
Mistrovství světa v ledním hokeji do 18 let 2022 (Divize I) byl mezinárodní turnaj v ledním hokeji hráčů do 18 let, který pořádala Mezinárodní federace ledního hokeje. Turnaj Divize I A představuje druhou úroveň mistrovství světa IIHF do 18 let a turnaj Divize I B představuje třetí úroveň mistrovství světa IIHF do 18 let.

## Skupina A
Turnaj se konal od 11. do 17. dubna 2022 v Piešťanech na Slovensku.

### Účastníci
| Tým        | Kvalifikace                                        |
| ---------- | -------------------------------------------------- |
| Slovensko  | Pořadatel, 10. místo v Elitní divizi 2019 a sestup |
| Kazachstán | 2. místo v Divizi I - skupina A 2019               |
| Dánsko     | 3. místo v Divizi I - skupina A 2019               |
| Norsko     | 4. místo v Divizi I - skupina A 2019               |
| Francie    | 5. místo v Divizi I - skupina A 2019               |
| Japonsko   | 1. místo v Divizi I - skupina B 2019 a postup      |

### Tabulka
|  | Týmy postupující do elitní skupiny |

| Poř. | Tým        | Z | V | VP | PP | P | GV | GI | +/- | B  |
| ---- | ---------- | - | - | -- | -- | - | -- | -- | --- | -- |
| 1.   | Slovensko  | 5 | 5 | 0  | 0  | 0 | 27 | 11 | +16 | 15 |
| 2.   | Norsko     | 5 | 4 | 0  | 0  | 1 | 26 | 12 | +14 | 12 |
| 3.   | Francie    | 5 | 3 | 0  | 0  | 2 | 16 | 17 | -1  | 9  |
| 4.   | Kazachstán | 5 | 2 | 0  | 0  | 3 | 15 | 23 | -8  | 6  |
| 5.   | Dánsko     | 5 | 1 | 0  | 0  | 4 | 14 | 16 | -2  | 3  |
| 6.   | Japonsko   | 5 | 0 | 0  | 0  | 5 | 8  | 27 | -19 | 0  |

### Zápasy
Všechny časy jsou místní (UTC+2).
| 11. dubna 2022 12:00 | Francie | 4:3 (2:1, 0:1, 2:1) | Dánsko | Easton Arena, Piešťany Návštěvnost: 112 |  |

| Report |

| 11. dubna 2022 15:30 | Norsko | 9:2 (2:0, 2:1, 5:1) | Kazachstán | Easton Arena, Piešťany Návštěvnost: 105 |  |

| Report |

| 11. dubna 2022 19:00 | Japonsko | 2:8 (0:2, 1:4, 1:2) | Slovensko | Easton Arena, Piešťany Návštěvnost: 1 714 |  |

| Report |

| 12. dubna 2022 12:00 | Kazachstán | 2:4 (0:0, 1:2, 1:2) | Francie | Easton Arena, Piešťany Návštěvnost: 90 |  |

| Report |

| 12. dubna 2022 15:30 | Dánsko | 6:1 (1:1, 2:0, 3:0) | Japonsko | Easton Arena, Piešťany Návštěvnost: 110 |  |

| Report |

| 12. dubna 2022 19:00 | Slovensko | 5:2 (1:2, 3:0, 1:0) | Norsko | Easton Arena, Piešťany Návštěvnost: 2 646 |  |

| Report |

| 14. dubna 2022 12:00 | Japonsko | 2:5 (1:2, 0:1, 1:2) | Norsko | Easton Arena, Piešťany Návštěvnost: 139 |  |

| Report |

| 14. dubna 2022 15:30 | Kazachstán | 4:2 (0:0, 2:1, 2:1) | Dánsko | Easton Arena, Piešťany Návštěvnost: 182 |  |

| Report |

| 14. dubna 2022 19:00 | Slovensko | 6:3 (1:0, 3:3, 2:0) | Francie | Easton Arena, Piešťany Návštěvnost: 2 738 |  |

| Report |

| 15. dubna 2022 12:00 | Kazachstán | 4:3 (0:2, 1:0, 3:1) | Japonsko | Easton Arena, Piešťany Návštěvnost: 183 |  |

| Report |

| 15. dubna 2022 15:30 | Norsko | 6:1 (4:1, 1:0, 1:0) | Francie | Easton Arena, Piešťany Návštěvnost: 374 |  |

| Report |

| 15. dubna 2022 19:00 | Dánsko | 1:3 (1:1, 0:0, 0:2) | Slovensko | Easton Arena, Piešťany Návštěvnost: 2 738 |  |

| Report |

| 17. dubna 2022 12:00 | Francie | 4:0 (0:0, 1:0, 3:0) | Japonsko | Easton Arena, Piešťany Návštěvnost: 168 |  |

| Report |

| 17. dubna 2022 15:30 | Dánsko | 2:4 (0:1, 1:1, 1:2) | Norsko | Easton Arena, Piešťany Návštěvnost: 319 |  |

| Report |

| 17. dubna 2022 19:00 | Slovensko | 5:3 (1:0, 1:1, 3:2) | Kazachstán | Easton Arena, Piešťany Návštěvnost: 2 778 |  |

| Report |

## Skupina B
Turnaj se konal od 25. dubna do 1. května 2022 v Asiagu v Itálii.

### Účastníci
| Tým       | Kvalifikace                                     |
| --------- | ----------------------------------------------- |
| Ukrajina  | 6. místo v Divizi I - skupina A 2019 a sestup   |
| Rakousko  | 2. místo v Divizi I - skupina B 2019            |
| Maďarsko  | 3. místo v Divizi I - skupina B 2019            |
| Itálie    | Pořadatel, 4. místo v Divizi I - skupina B 2019 |
| Slovinsko | 5. místo v Divizi I - skupina B 2019            |
| Polsko    | 1. místo v Divizi II - skupina A 2019 a postup  |

### Tabulka
|  | Týmy postupující do skupiny A divize I |

| Poř. | Tým       | Z | V | VP | PP | P | GV | GI | +/- | B  |
| ---- | --------- | - | - | -- | -- | - | -- | -- | --- | -- |
| 1.   | Maďarsko  | 5 | 5 | 0  | 0  | 0 | 19 | 3  | +16 | 15 |
| 2.   | Ukrajina  | 5 | 4 | 0  | 0  | 1 | 30 | 11 | +19 | 12 |
| 3.   | Itálie    | 5 | 3 | 0  | 0  | 2 | 15 | 18 | -3  | 9  |
| 4.   | Slovinsko | 5 | 2 | 0  | 0  | 3 | 12 | 12 | 0   | 6  |
| 5.   | Rakousko  | 5 | 1 | 0  | 0  | 4 | 11 | 24 | -13 | 3  |
| 6.   | Polsko    | 5 | 0 | 0  | 0  | 5 | 11 | 30 | -19 | 0  |

### Zápasy
Všechny časy jsou místní (UTC+2).
| 25. dubna 2022 12:30 | Polsko | 1:6 (0:1, 0:1, 1:4) | Ukrajina | Palaodegar, Asiago Návštěvnost: 70 |  |

| Report |

| 25. dubna 2022 16:00 | Slovinsko | 0:3 (0:0, 0:1, 0:2) | Maďarsko | Palaodegar, Asiago Návštěvnost: 110 |  |

| Report |

| 25. dubna 2022 19:30 | Itálie | 2:1 (1:1, 1:0, 0:0) | Rakousko | Palaodegar, Asiago Návštěvnost: 363 |  |

| Report |

| 26. dubna 2022 12:30 | Maďarsko | 5:2 (2:0, 1:1, 2:1) | Polsko | Palaodegar, Asiago Návštěvnost: 107 |  |

| Report |

| 26. dubna 2022 16:00 | Rakousko | 1:4 (0:2, 1:2, 0:0) | Slovinsko | Palaodegar, Asiago Návštěvnost: 86 |  |

| Report |

| 26. dubna 2022 19:30 | Ukrajina | 6:3 (1:2, 4:1, 1:0) | Itálie | Palaodegar, Asiago Návštěvnost: 250 |  |

| Report |

| 28. dubna 2022 12:30 | Rakousko | 0:4 (0:2, 0:1, 0:1) | Maďarsko | Palaodegar, Asiago Návštěvnost: 110 |  |

| Report |

| 28. dubna 2022 16:00 | Polsko | 5:8 (2:3, 1:4, 2:1) | Itálie | Palaodegar, Asiago Návštěvnost: 190 |  |

| Report |

| 28. dubna 2022 19:30 | Ukrajina | 5:1 (0:0, 2:1, 3:0) | Slovinsko | Palaodegar, Asiago Návštěvnost: 200 |  |

| Report |

| 29. dubna 2022 12:30 | Rakousko | 5:2 (1:0, 3:2, 1:0) | Polsko | Palaodegar, Asiago Návštěvnost: 136 |  |

| Report |

| 29. dubna 2022 16:00 | Maďarsko | 2:1 (0:0, 0:1, 2:0) | Ukrajina | Palaodegar, Asiago Návštěvnost: 313 |  |

| Report |

| 29. dubna 2022 19:30 | Itálie | 2:1 (0:1, 0:0, 2:0) | Slovinsko | Palaodegar, Asiago Návštěvnost: 430 |  |

| Report |

| 1. května 2022 12:30 | Ukrajina | 12:4 (4:0, 5:2, 3:2) | Rakousko | Palaodegar, Asiago Návštěvnost: 344 |  |

| Report |

| 1. května 2022 16:00 | Slovinsko | 6:1 (3:0, 1:1, 2:0) | Polsko | Palaodegar, Asiago |  |

| Report |

| 1. května 2022 19:30 | Maďarsko | 5:0 (0:0, 2:0, 3:0) | Itálie | Palaodegar, Asiago Návštěvnost: 520 |  |

| Report |